# Перекомский, Авив Михайлович
Авив Михайлович Перекомский (1819 — 1866) — капитан 1-го ранга, участник обороны Севастополя в Крымскую войну.

## Биография
Поступив в Черноморский флот артиллерийским унтер-офицером в 1837 году, он в 1840 году был произведён в прапорщики морской артиллерии.
В 1839 году Авив Перекомский с восходящим потомством был записан в Родословную книгу дворян Таврической губернии. 
Плавал на судах Балтийского и Черноморского флотов и участвовал в занятии берегов Кавказа. В 1849 году с чином лейтенанта переведён был из корпуса морской артиллерии во флот.
С начала Восточной войны находился на Черноморском флоте, в 1854 году участвовал в морском бою, под командой контр-адмирала Панфилова, против трёх английских кораблей. Всю осаду Севастополя Перекомский состоял в его гарнизоне, его именем была названа 15-я батарея 4-го бастиона. 1 апреля 1854 года при отбити штурма он был контужен осколком бомбы. 6 декабря 1854 года Перекомский был награждён орденом Св. Георгия 4-й степени (№ 9541 по кавалерскому списку Григоровича — Степанова). Кроме того, за храбрость Перекомский получил ордена Св. Анны 3-й степени с мечами и Св. Станислава 2-й степени с короной и за отличие был произведён в капитан-лейтенанты.
В 1856—1858 годах Перекомский командовал 42-м флотским экипажем, в 1860—1861 годах — транспортом «Феодосия» на Чёрном море, в 1862 году командовал 2-м сводным Черноморским экипажем, а в 1863 году назначен был смотрителем морского госпиталя в Николаеве. В начале 1866 года Перекомский был произведён в капитаны 1-го ранга, но уже в середине июня умер, 27 июня исключён из служебных списков.
В Севастополе в его честь назван Перекомский переулок в Нахимовском районе — между Петровским спуском и ул. Подольцева.